# Todo modo (romanzo)
Todo modo è un romanzo di Leonardo Sciascia pubblicato per la prima volta nel 1974 da Einaudi.
Il romanzo è fondamentalmente un giallo ma è ricco di riferimenti alla politica italiana e al movimentato periodo degli anni settanta.

## Trama

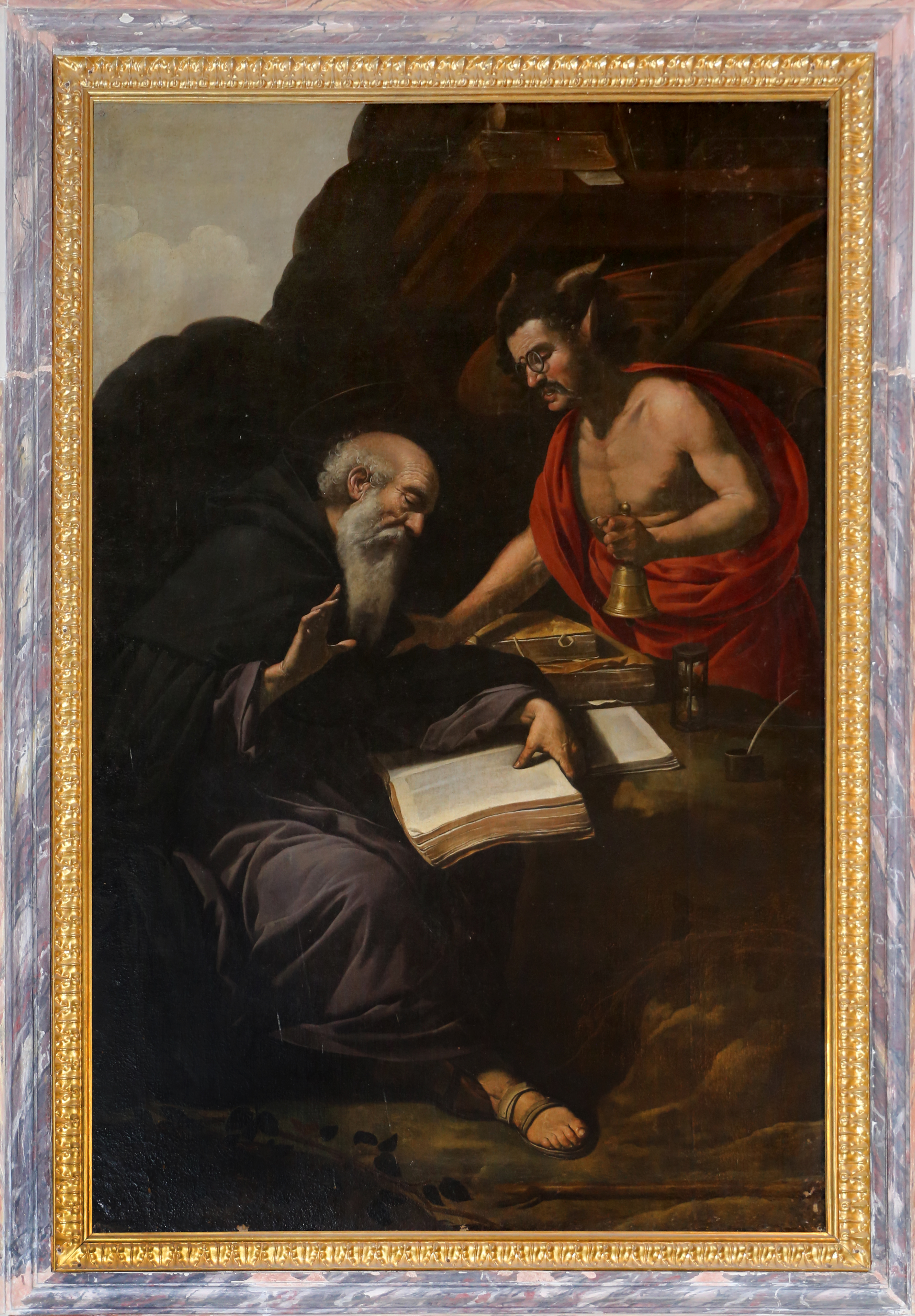
Sant'Antonio Abate tentato dal demonio, di Rutilio Manetti, dipinto menzionato nel libro.

Il romanzo, ambientato negli anni settanta, ha come protagonista un famoso pittore, di cui non viene mai fatto il nome, che ha bisogno di un periodo di pace in solitudine. Alla vista di un cartello che indica un eremo, l'Eremo di Zafer (non meglio definito geograficamente), il pittore pensa di recarvisi. Scopre poi che l'eremo è stato trasformato in un hotel fondato dall'ambiguo Don Gaetano e che in certi periodi dell'anno ospita persone di alta estrazione sociale (ministri, politici, direttori di banche...) per ritiri spirituali. 
L'ennesimo ritiro sarebbe iniziato dopo solo qualche giorno: nell'albergo si trovano, all'arrivo del pittore, soltanto cinque donne. A seguito del colloquio con Don Gaetano, enigmatico ed inquietante personaggio di vastissima cultura, al pittore viene concesso di rimanere ad assistere al ritiro spirituale. Ma, proprio durante la recita del rosario, si assiste all'omicidio di uno dei notabili, l'ex senatore Michelozzi: tutti vengono sospettati, meno che Don Gaetano, il pittore e il cuoco, che avevano assistito insieme all'accaduto, lontani dalla processione di Don Gaetano e dei suoi ospiti.
Il procuratore Scalambri, ex compagno di scuola del pittore e primo della classe, cerca di risolvere il delitto, ma ogni sua mossa gli viene suggerita dal pittore stesso. Una sera, ricostruendo l'accaduto, disegnandolo perfettamente nella memoria e su carta, il pittore trova la soluzione all'omicidio di Michelozzi, e anche quella all'omicidio dell'avvocato Voltrano, avvenuto dopo il primo. La soluzione, però, non viene rivelata e il giorno seguente Don Gaetano viene ritrovato morto nel bosco, con una pistola accanto al corpo. Per gli investigatori la matassa della vicenda  pare insolubile; in chiusura non viene rivelato chi ha commesso i vari omicidi e l'eremo-albergo viene sgomberato. Lo stesso narratore, fra l'altro, si "dichiara colpevole" del delitto.
Con questo romanzo Sciascia ci fa capire che la verità è sotto gli occhi di tutti, ma proprio per questo nessuno la vede (come nel racconto poliziesco La lettera rubata di Edgar Allan Poe). Tenendo presente tale considerazione, un'attenta rilettura delle ultime pagine (e di alcune frasi dal significato o ambiguo o duplice) permette al lettore di avanzare ipotesi fondate sulla soluzione dell'enigma.

## Il titolo
Il titolo, Todo modo, è una citazione: "Todo modo para buscar la voluntad divina" = "Ogni mezzo per cercare la volontà divina", dagli Esercizi spirituali di Sant'Ignazio di Loyola che, fondatore dell'ordine dei Gesuiti, rappresenta un modello di cultura elitaria proprio come quello che rappresenta Don Gaetano nel romanzo e come quella che Sciascia prende a modello, a partire da Stendhal.

## Filmografia
Liberamente ispirato al romanzo è il film del 1976 Todo modo, diretto e sceneggiato da Elio Petri e interpretato da Gian Maria Volonté, Marcello Mastroianni e Mariangela Melato.

## Edizioni
- Leonardo Sciascia, Todo modo, 1ª ed., Einaudi (I coralli), 1974.
- Leonardo Sciascia, Todo modo, 2ª ed., Einaudi (Nuovi coralli), 1976.
- Leonardo Sciascia, Todo modo, 3ª ed., Einaudi (Tascabili), 1991.
- Leonardo Sciascia, Todo modo, 4ª ed., Adelphi (Fabula), 1995.